# (9155) Verkhodanov
(9155) Verkhodanov (1982 SM7) – planetoida z pasa głównego asteroid okrążająca Słońce w ciągu 5,42 lat w średniej odległości 3,08 j.a. Odkryta 18 września 1982 roku.